# 深圳大学生命与海洋科学学院
深圳大学生命与海洋科学学院成立于2002年，前身为深圳大学生命科学研究室（成立于1989年）。

## 历史沿革
- 1989年，深圳大学创建生命科学研究室，随后获批生物科学与技术本科专业[1]。
- 2000年，获批细胞生物学二级学科硕士点。
- 2002年，生命科学学院成立，中国科学院院士倪嘉缵教授任学院首任院长[2]。
- 2003年，获批生物化学与分子生物学二级学科硕士点。
- 2006年，获批植物二级学科硕士点。
- 2010年，获批生物学一级学科硕士点。
- 2011年，获批生态学一级学科硕士点及海洋科学本科专业。
- 2015年，6月，学院更名为生命与海洋科学学院[3]。
- 2016年，6月，获批生物工程本科专业[4]；12月，深圳大学龙华生物产业创新研究院成立[5]。
- 2017年，2月，生命与海洋科学学院整体搬迁至深圳大学西丽校区（现丽湖校区）[6]。
- 2019年，6月，生物科学（师范）本科专业首次在广东省提前批招生[7]；7月，学院以第一完成单位在《Nature》发表深圳大学建校以来首篇正刊研究论文[8]。
- 2021年，3月，环境科学与生态学成为深圳大学第九个ESI全球排名前1%行列的学科[9]；10月，获批生物学一级学科博士点及生物与医药专业学位硕士点[10]。
- 2022年，1月，植物学与动物学成为深圳大学第十二个ESI全球排名前1%行列的学科[11]；6月，新增生物科学卓越班招生，实行本研一体化培养[12]。
- 2023年，11月，获批设立生物学博士后科研流动站[13]。
- 2024年，5月，微生物学成为深圳大学第十九个ESI全球排名前1%行列的学科[14]。

## 管理团队

### 现任领导
| 名誉院长 - 倪嘉缵 | 院长 - 刘宏涛 | 党委书记 - 梁杰 |

| 副院长 - 李辉 | 副院长 - 谢宁 | 党委副书记 - 毛斐 | 副院长 - 王立岩 | 副院长 - 娄素琳 |

### 历任院长
- 2002-2014：倪嘉缵
- 2014-2023：胡章立
- 2023-：刘宏涛

## 专业设置
| 学系       | 本科专业                            | 硕士专业 | 博士专业           |
| ---------- | ----------------------------------- | --- | ------------------ |
| 生物技术系 | 生物技术                            | 生物学（学术学位） 生态学（学术学位） 生物技术与工程（专业学位） 学科教学（生物）（专业学位，与教育学部合作） | 生物学（学术学位） |
| 生物科学系 | 生物科学 - 生物科学 - 卓越班 - 师范 | 生物学（学术学位） 生态学（学术学位） 生物技术与工程（专业学位） 学科教学（生物）（专业学位，与教育学部合作） | 生物学（学术学位） |
| 海洋科学系 | 海洋科学                            | 生物学（学术学位） 生态学（学术学位） 生物技术与工程（专业学位） 学科教学（生物）（专业学位，与教育学部合作） | 生物学（学术学位） |

## 组织机构

### 教学与科研平台
- 生物技术系
- 生物科学系
- 海洋科学系
- 深圳大学海洋研究中心
- 深圳大学龙华生物产业创新研究院

### 研究平台
- 广东省植物表观遗传学重点实验室
- 广东省海洋藻类生物工程技术研究中心
- 深圳市微生物基因工程重点实验室
- 深圳市海洋生物资源与生态环境重点实验室
- 深圳市海洋藻类开发与应用工程实验室
- 深圳大学生态环境研究所
- 深圳大学创新药物研究所
- 深圳大学海洋生物技术研究所
- 深圳大学植物生物技术研究所
- 深圳大学红树林湿地研究所
- 深圳大学都市农业研究所
- 深圳大学脑病与大数据研究所
- 深圳大学血管病研究中心

## 知名学者
- 倪嘉缵：中国科学院院士，无机化学家，深圳大学生命与海洋科学学院创院院长、名誉院长[15]。
- 陈雪梅：美国国家科学院院士，生物学家，曾任深圳大学特聘教授，美国加利福尼亚大学河滨分校教授[16]，现任北京大学生命科学学院院长。
- 刘宏涛：国家杰出青年科学基金获得者，植物学家，深圳大学生命与海洋科学学院院长、特聘教授，曾任中国科学院上海生命科学研究院研究员。

## 知名院友
医学界
- 李博—98生物科学，深圳市南山区慢性病防治院副院长

学术界
- 许圳杰—99生物技术，西湖大学生命科学学院研究员
- 张红云—04细胞生物学（研），华大基因交付中心总监、深圳华大临床检验中心主任、基因组学副研究员

## 学院声誉

### 学生竞赛
- iGEM 国际遗传工程机器设计竞赛：SZU-China获得全球总决赛金牌，分别于2014年（Best Information Processing Project）[17]；2015年[18]；2017年（Best Manufacturing Project）[19]；2019年（Best Manufacturing Project）[20]。